# Сієрра-Барроса – Агуадо-Толедо (нафтогазове родовище)
Сієрра-Барроса — Агуадо-Толедо (Sierra Barrosa — Aguada Toledo) — нафтогазове родовище в аргентинському басейні Неукен.

## Загальний опис
У кінці 1960-х років в Аргентині на додаток до родовищ басейнів Сан-Хорхе (Комодоро-Рівадавія, Серро-Драгон) та північно-західного (Кампо-Дюран та інші) почалась розробка вуглеводнів у провінції Неукен. Тут до відкриття у 1977 році гігантського Лома-ла-Лата найбільшим було нафтогазове родовище Сієрра Барроса. Його запаси, пов'язані з відкладеннями юрського періоду, тривалий період часу оцінювались як доволі суттєві (210 млн барелів нафтового еквівалента), проте все-таки далекі від класифікації в розряді гігантських.
У 1970 році від Сієрра Барроса до столиці проклали перший газопровід з басейну Неукен — NEUBA I. Втім, через певний час першість у видобутку газу перейшла до згаданого вище Лома-ла-Лата, яке виявилось пов'язаним із Сієрра Барроса специфічною схемою роботи. У літній період у газову шапку останнього завантаження надлишковий газ з Лома-ла-Лата, що дозволяло підтримати рівень видобутку на обох родовищах та створювало своєрідне підземне сховище газу.

## Сланцевий газ
У 2010 році на Сієрра-Барроса внаслідок додаткових розвідувальних робіт відкрили значний потенціал сланцевого газу — анонсовано понад 120 млрд м³. У випадку підтвердження цих прогнозів родовище ввійде до розряду гігантських. Для розвитку видобутку газу з нетрадиційних порід у басейні Неукен встановили відпускну ціну на гирлі свердловини у 265 доларів США.
Станом на кінець 2013 року підтверджені запаси Сієрра-Барроса оцінювались у 14,0 млн барелів рідких вгулеводнів та 6,2 млрд м³ газу (53 млн барелів нафтового еквівалента). Протягом 2014—2015 років з родовища видобуто 4,4 млн барелів рідких вуглеводнів та 4,0 млрд м³ газу, при цьому залишкові видобувні запаси оцінювались у 10,3 млн барелів рідких вуглеводнів та 10,1 млрд м³ газу (74 млн барелів нафтового еквівалента). Таким чином, відбувався суттєвий приріст саме за рахунок нових об'ємів газу.